# Soevorovskaja
Soevorovskaja (Russisch : Суворовская) is een gepland station aan de Koltsevaja-lijn van de Moskouse metro. Het station is genoemd naar de Russische generaal Aleksandr Soevorov. Het beoogde station ligt tussen Prospekt Mira en Novoslobodskaja onder het Soevorovplein. De bouw van het station werd al overwogen tijdens de aanleg van het tweede deel van de Koltsevaja-lijn, begin jaren 50 van de twintigste eeuw, maar is tot nog toe niet gerealiseerd.

## Geschiedenis

### Voorbereidingen
Het project kreeg in de jaren 50 de naam Communeplein en ligt op de grens van de wijken Mesjanski en Tver. De tunnelbuizen onder het plein liggen horizontaal over de lengte van een station, ook liggen ze ver genoeg uit elkaar om de bouw van een middenhal mogelijk te maken. Hierdoor is het mogelijk om, op dezelfde manier als bij het in 1979 geopende Gorovskaja, het station te bouwen. Het enige deel van het project dat is gerealiseerd is de verbindingstunnel naar de, tussen 1956 en 1958 gebouwde, Rizjskaja-radius. Deze verbindingstunnel begint vlak ten oosten van de beoogde middenhal en was tot de voltooiing van het traject onder de binnenstad in 1971, de enige mogelijkheid om het rollend materieel tussen de Rizkaja-radius en de rest van het metronet uit te wisselen.

### Dimitrovski-radius
De bouw van het station kwam in de jaren 80 van de twintigste eeuw weer in beeld bij het ontwerp van lijn 10. In dit verband zou het noordelijke deel van de nieuwe lijn bij station Dostojevskaja een aansluiting krijgen op de Koltsevaja-lijn. Volgens, D.V. Gajev, het voormalige hoofd van de metro van Moskou was een toegangsgebouw voor het station gepland aan de Olympiski Prospekt tegenover de Olympische sporthal en het olympische zwembad van de zomerspelen van 1980. De bouw van lijn 10 verliep echter moeizaam, de stations ten zuiden van Koerskaja waren al ver gevorderd toen de Sovjet-Unie in 1991 uiteen viel. Deze stations werden in 1995 en 1996 geopend, maar de bouw van het noordelijke deel, de Dimitrovski-radius, werd opgeschort en de bouwplaats bij het Soevorovplein werd in de jaren 90 ontruimd. Pas enige weken nadat Dostojevskaja op 19 juni 2010 alsnog was voltooid kondigde loco burgemeester Joeri Rosljak aan dat de bouw van Soevorovskja in 2011 zou beginnen.

## Ontwerp
Het ontwerp van het station werd gemaakt volgens de specificaties uit decreet 486-RP van het gemeentebestuur van 28 juni 2011, waarna het ontwerp op 4 mei 2012 werd goedgekeurd. Het station zou aan de westzijde van het perron een overstapverbinding krijgen met het perron van Dostojevskaja. Aan de oostkant van het perron zou een ondergrondse verdeelhal komen die via voetgangertunnels uitgangen naar de straat zou krijgen naast het Olympische complex en het Durova dierentheater.

## Aanleg
In 2011 begonnen de voorbereidende werkzaamheden voor hulptunnels die tijdens de bouw zouden worden gebruikt. De Russische regering keurde het ontwerp op 17 juli 2012 goed. Het gemeentebestuur veroorzaakte vertraging in de bouw door op 30 april 2013 het eerdere door haar ingediende ontwerp, d.d. 4 mei 2012, te wijzigen. Op 4 februari 2013 stortte een deel van een schacht in en de werkzaamheden in bouwput 942k werden gestaakt hoewel de omheining bleef staan. In maart 2017, de beoogde openingsdatum, werd besloten om het station niet te voltooien omdat met de benodigde gelden elders veel meer metro kan worden gebouwd. In augustus 2019 kwam de burgemeester hierop terug en werd de bouw hervat, de opening wordt verwacht in 2025.